# Johann Lepenant
Johann Théo Tom Lepenant (Granville, 22 ottobre 2002) è un calciatore francese, centrocampista del Nantes e della nazionale Under-21 francese.

## Caratteristiche tecniche
È un centrocampista di mediana.

## Carriera

### Club
Cresciuto calcisticamente nelle giovanili del Caen, il 4 marzo 2019 firma il suo primo contratto professionistico con il club; mentre il 12 settembre 2020 debutta in prima squadra in occasione della partita di campionato vinta per 3-0 contro il Rodez.
Il 22 giugno 2022 firma un contratto quinquennale con il club di Ligue 1 dell'Olympique Lione. Debutta in massima serie il 5 agosto seguente contro l'Ajaccio. Il 29 gennaio 2023, sempre contro l'Ajaccio, realizza la sua prima rete da professionista.
Il 10 agosto 2024 viene acquistato in prestito con diritto di riscatto dal Nantes.
Debutta con i canarini appena otto giorni dopo, il 18 agosto, subentrando a gara in corso durante la prima giornata di campionato contro il Tolosa; mentre il 22 settembre segna la prima rete in gialloverde contro l'Angers.
Nel corso della stagione si rivela un giocatore importante nel centrocampo dei nantaise, segnando un altra rete nelle restanti gare giocate e raggiungendo almeno il 50% delle presenze da titolare necessarie per far scattare automaticamente il diritto di riscatto da 2,5 milioni di euro imposto dal Lione.

### Nazionale
Dopo aver accumulato oltre 30 presenze con le rappresentative giovanili francesi, dall'Under-16 all'Under-21, nel luglio 2024 è stato convocato in extremis dall'allenatore della nazionale olimpica, Thierry Henry, per partecipare al torneo maschile di calcio dei Giochi Olimpici di Parigi 2024, al posto di Lesley Ugochukwu.
Dopo aver giocato una sola gara nella fase a gironi contro la Nuova Zelanda, il 9 agosto 2024 vince da comprimario la medaglia d'argento, dopo la sconfitta in finale per 3-5 contro la Spagna.
Il 2 giugno 2025 viene scelto dal commissario tecnico Gérald Baticle per prendere parte all'europeo Under-21.

## Statistiche

### Presenze e reti nei club
Statistiche aggiornate al 17 agosto 2025.
| Stagione               | Squadra                | Campionato             | Campionato | Campionato | Coppe nazionali | Coppe nazionali | Coppe nazionali | Coppe continentali | Coppe continentali | Coppe continentali | Altre coppe | Altre coppe | Altre coppe | Totale | Totale | Totale |
| Stagione               | Squadra                | Comp                   | Pres       | Reti       | Comp            | Pres            | Reti            | Comp               | Pres               | Reti               | Comp        | Pres        | Reti        | Pres   | Reti   |        |
| ---------------------- | ---------------------- | ---------------------- | ---------- | ---------- | --------------- | --------------- | --------------- | ------------------ | ------------------ | ------------------ | ----------- | ----------- | ----------- | ------ | ------ | ------ |
| 2020-2021              | Caen                   | L2                     | 19         | 0          | CF              | 2               | 0               |                    | -                  | -                  |             | -           | -           | 21     | 0      |        |
| 2021-2022              | Caen                   | L2                     | 35         | 0          | CF              | 0               | 0               |                    | -                  | -                  |             | -           | -           | 14     | 3      |        |
| Totale Caen            | Totale Caen            | Totale Caen            | 54         | 0          |                 | 2               | 0               |                    | -                  | -                  |             | -           | -           | 56     | 0      |        |
| 2022-2023              | Olympique Lione        | L1                     | 31         | 1          | CF              | 3               | 0               | -                  | -                  | -                  | -           | -           | -           | 34     | 1      |        |
| 2023-2024              | Olympique Lione        | L1                     | 6          | 0          | CF              | 0               | 0               | -                  | -                  | -                  | -           | -           | -           | 6      | 0      |        |
| Totale Olympique Lione | Totale Olympique Lione | Totale Olympique Lione | 37         | 1          |                 | 3               | 0               |                    | -                  | -                  |             | -           | -           | 40     | 1      |        |
| 2024-2025              | Nantes                 | L1                     | 29         | 2          | CF              | 2               | 0               | -                  | -                  | -                  | -           | -           | -           | 31     | 2      |        |
| 2025-2026              | Nantes                 | L1                     | 1          | 0          | CF              | 0               | 0               | -                  | -                  | -                  | -           | -           | -           | 1      | 0      |        |
| Totale Nantes          | Totale Nantes          | Totale Nantes          | 30         | 2          |                 | 2               | 0               |                    | -                  | -                  |             | -           | -           | 32     | 2      |        |
| Totale carriera        | Totale carriera        | Totale carriera        | 120        | 3          |                 | 7               | 0               |                    | -                  | -                  |             | -           | -           | 127    | 3      |        |

## Palmarès

### Nazionale
- Argento olimpico: 1

Parigi 2024